# Annika Lewin
Annika Lewin, född 24 mars 1966, är en svensk före detta friidrottare (medeldistanslöpning). Hon tävlade för klubbarna IK Pallas och Heleneholms IF.